# Sœurs de Sainte-Marie de Namur
Les Sœurs de Sainte-Marie (de Namur) [SSMN] forment une congrégation religieuse féminine de droit pontifical. Fondé en 1819 à Namur l’institut religieux est principalement engagé dans l’enseignement et l’éducation religieuse féminine. Recevant l'approbation pontificale officielle en 1908, la congrégation religieuse apostolique est de spiritualité bernardine et ignacienne.

## Histoire
L’abbaye de Boneffe, près de Namur, est  fermée par le pouvoir révolutionnaire français, et ses moines expulsés en 1796. Le plus jeune des moines, Nicolas-Joseph Minsart (1769-1837) – en religion : ‘Dom Jérôme’ - survit plusieurs années dans la clandestinité. En 1806, lorsque l’atmosphère religieuse le permet il revient à Namur où il est curé de la paroisse Saint-Jean-l’Évangéliste et œuvre beaucoup à la restauration des monuments religieux de Namur. En 1813 le ‘moine-apôtre’ est nommé curé de la plus importante paroisse de Namur: Saint-Loup. Il contribue à la rénovation de l’église.

### Fondation
Cependant son travail est surtout pastoral, tant la pauvreté est grande. Avec deux dames, Joséphine Sana et Elisabeth Berger, il ouvre un atelier de couture pour former les petites filles au métier de couturière (vers 1819). Dès la fin de l’année une vie commune de prière s’y installe, et à la demande de parents – quelques années plus tard - une école s’ouvre. Ce sont là les débuts de la congrégation religieuse. Avec l’indépendance de la Belgique (1830) la liberté religieuse est recouvrée et l’abbé Minsart envoie un petit groupe de ‘Sœurs de Saint-Loup’ (ainsi sont-elles connues à cette époque) rouvrir une école abandonnée à Châtelet.

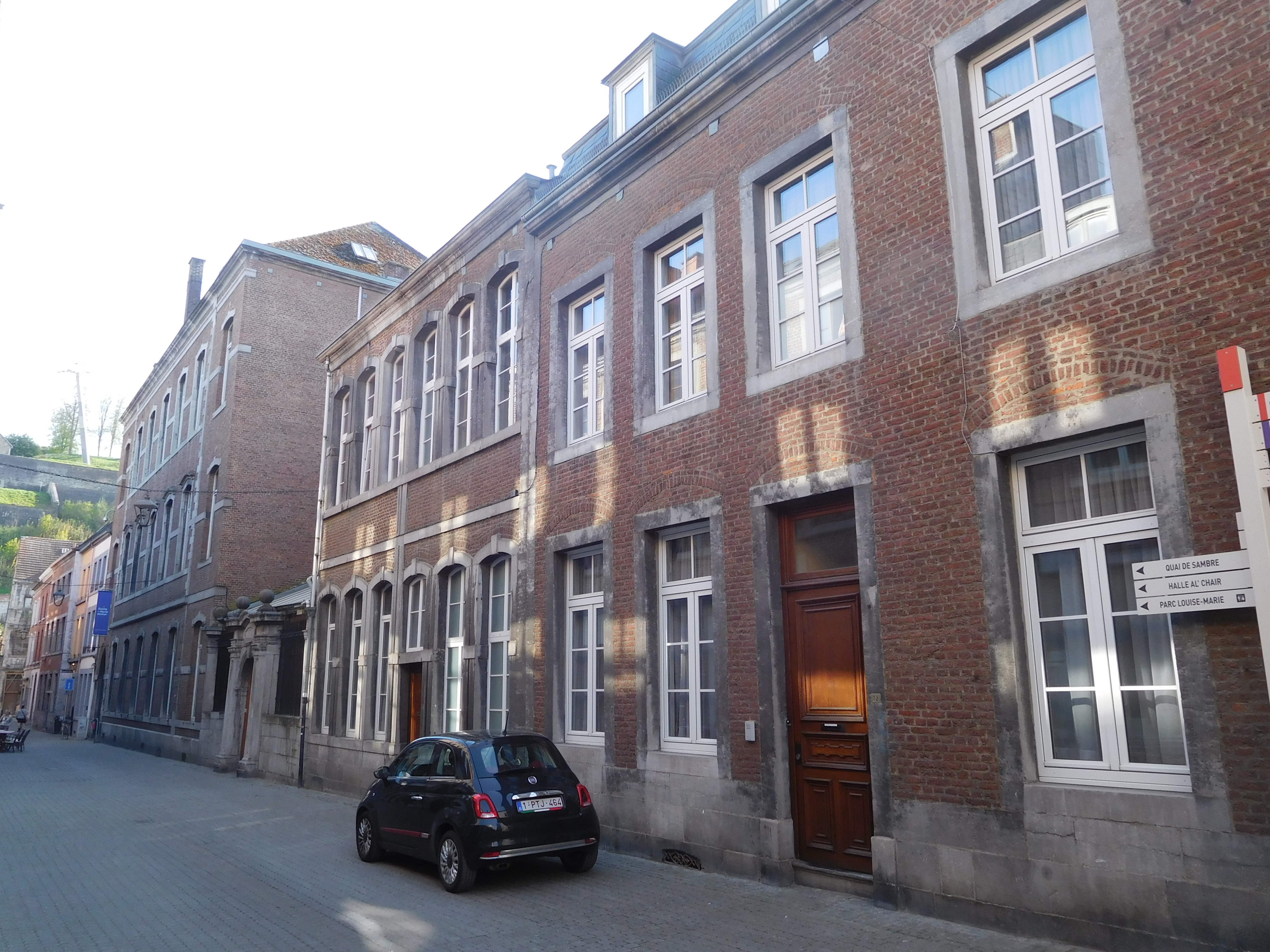
La maison-mère et institut Sainte-Marie, à Namur

C’est cependant Rosalie-Joseph Nizet (Sœur Claire de Jésus) qui par son dynamisme donne l’impulsion obtenant la reconnaissance épiscopale de l’institut religieux en septembre 1834. Elle sera Supérieure Générale de la nouvelle congrégation religieuse (officiellement appelé les ‘Sœurs de Sainte-Marie’) durant 36 ans. Répondant aux sollicitations reçues elle envoie des religieuses à Rochefort, Fosses, Huy (1845), Seraing, Montignies... Rosalie-Joseph Nizet et Nicolas-Joseph Minsart sont considérés comme les fondateurs de l’institut des ‘Sœurs de Sainte-Marie’

### Développement
Ouverte au grand mouvement missionnaire outremer de l‘époque Rosalie Nizet envoie des religieuses a Lockport (Diocèse de Buffalo), aux États-Unis, en 1863. L’éducation féminine reste la grande préoccupation de la Congrégation religieuse.
Plus tard ce sera le Canada (1885) et l’Angleterre (1896). L'institut religieux reçoit l’approbation pontificale – et le ‘decretum laudis’ – le 7 mars 1908 et ses constitutions sont définitivement approuvées le 30 novembre 1924.
Sollicitées par les Jésuites pour leur mission du Kwango les Sœurs sont depuis 1923  au Congo belge, puis ce sera le Rwanda (1959), le Cameroun (1965), le Brésil (1976) et la République dominicaine (1986). et d’autres pays. Le siège de la maison généralice se trouve à Namur.
À la fin de l’année 2008 la congrégation religieuse comptait 417 membres réparties en 67 maisons différentes.